# Demotina
Demotina is een geslacht van kevers uit de familie bladkevers (Chrysomelidae).
De wetenschappelijke naam van het geslacht werd in 1863 gepubliceerd door Joseph Sugar Baly.

## Soorten
- Demotina albomaculata (Tang, 1992)
- Demotina bicoloriceps (Tang, 1992)
- Demotina collaris Eroshkina, 1992
- Demotina costata Eroshkina, 1992
- Demotina flavicornis Tan & Zhou in Zhou & Tan, 1997
- Demotina imasakai Isono, 1990
- Demotina imasakai Isono, 1990
- Demotina medvedevi Moseyko, 2005
- Demotina medvedeviana Moseyko, 2006
- Demotina minuta Eroshkina, 1992
- Demotina nigrita Eroshkina, 1992
- Demotina punctata Takizawa, 1978
- Demotina regularis Eroshkina, 1992
- Demotina serriventris Isono, 1990
- Demotina serriventris Isono, 1990
- Demotina silvatica Eroshkina, 1992
- Demotina squamosa Isono, 1990
- Demotina squamosa Isono, 1990
- Demotina vernalis Isono, 1990
- Demotina vernalis Isono, 1990
- Demotina vietnamica Eroshkina, 1992
- Demotina weisei Eroshkina, 1992